# Trường Châu, Hồng Kông
Trường Châu, trước được gọi là "hai đảo Trường Châu", là một hòn đảo ở Hồng Kông. Trường Châu đôi khi còn được gọi là "hòn đảo quả tạ" do nó có hình dạng giống với quả tạ. Về mặt địa lý, nó là một liên đảo được cấu thành từ hai hòn đảo với một doi cát; Trường Châu tọa lạc phía đông nam đảo Đại Tự Sơn, đối diện với Hỉ Linh Châu về phía bắc và Thạch Cổ Châu về phía tây nam, cách đảo Hồng Kông khoảng 10 km về phía tây nam. Về mặt hành chính, Trường Châu thuộc phân khu Li Đảo – một trong số mười tám quận của Hồng Kông. Dân số ước tính hiện tại trên đảo là khoảng 20.000 người, vì vậy đây là hòn đảo có mật độ dân cư cao nhất tại Li Đảo. Trường Châu tự nó không có giao thông công cộng trên bộ phát triển, nhưng cơ bản vẫn khá hoàn chỉnh. Ngoài các cơ sở hạ tầng cơ bản như đồn cảnh sát, trạm cứu hỏa và bệnh viện, nơi đây còn có công trình hạ tầng xã hội khác như trường học, khu nhà ở công cộng và các tòa nhà phức hợp.
Trường Châu là một trong những điểm du lịch nổi tiếng ở Hồng Kông, nó có rất nhiều điểm tham quan như động Trương Bảo Tể, đền Bắc Đế và chạm khắc đá Trường Châu. Dọc bến phà ở đây còn có nhiều nhà hàng hải sản. Không chỉ vậy, Trường Châu còn là nơi tổ chức lễ hội Thái bình thanh tiếu hàng năm, là tiết mục truyền thống lớn nhất của Trường Châu, đồng thời thu hút một lượng lớn du khách đến đây mỗi năm. Ngoài ra, hòn đảo có rất nhiều lữ xá thanh niên, nhà nghỉ và khách sạn.

## Lịch sử

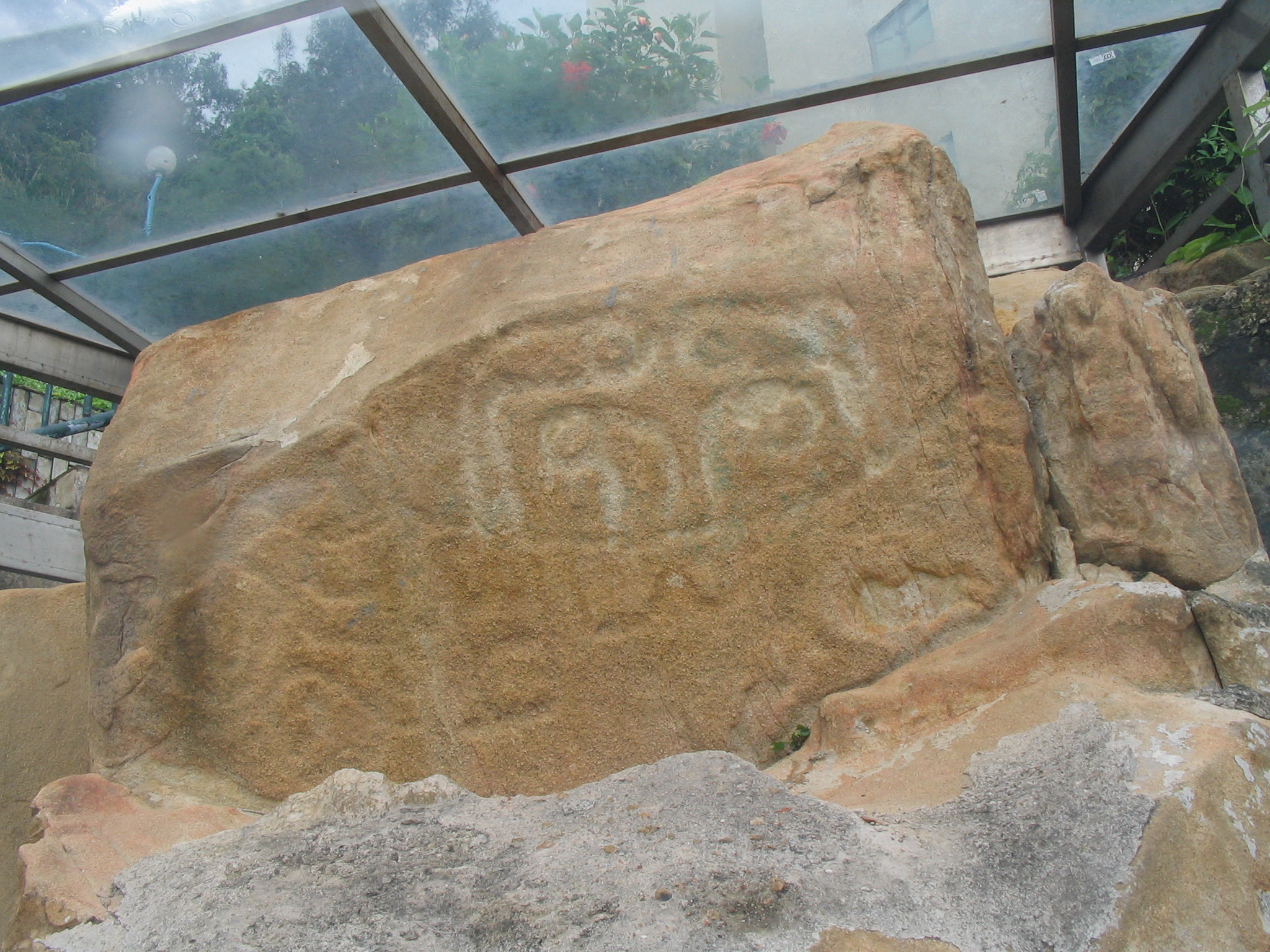
Chạm khắc đá được phát hiện năm 1970 trên đảo Trường Châu

Các di chỉ khảo cổ và chạm khắc đá Trường Châu (được tìm thấy ở phía đông nam của hòn đảo vào năm 1970) đã cho thấy tổ tiên loài người đã đến đây ít nhất 3.000 năm trước. Giống như những bức chạm khắc trên đá thời tiền sử khác tại Hồng Kông, chạm khắc đá ở Trường Châu có thể liên quan đến việc người dân cúng tế cầu mưa thuận gió hòa. Do không có sử liệu ghi chép, lịch sử ban đầu của Trường Châu không còn có thể được nghiên cứu.
Thời Minh triều, Trường Châu là một khu cảng cá nhỏ; đến thời Càn Long thì phát triển thành khư thị. Hòn đảo ban đầu thuộc quyền quản lý của huyện Bảo An (trước đây gọi là huyện Tân An), Quảng Đông. Tuy nhiên Trường Châu lại tọa lạc ở một vùng hẻo lánh, nằm ngoài tầm kiểm soát của triều đình và rất khó cai quản. Vì vậy vào thời Càn Long, Bố chính ty Quảng Đông đã cấp "Thừa khẩn Trường Châu điền phủ chấp chiếu" (承墾長洲田莆執照) cho các cư dân bản xứ họ Hoàng – tức cho phép họ quản lý hòn đảo thay trung ương. Đất ở trung tâm Trường Châu thuộc quyền sở hữu của gia tộc nhà Hoàng, và một nửa số thuế thu được phải nộp lại cho triều đình.
Trường Châu phát triển cực thịnh dưới thời trị vì của vua Càn Long. Thời kỳ này chứng kiến nhiều ngôi đền được xây dựng bao gồm: Cổ miếu Thiên Hậu ở Bắc Xã (năm Càn Long thứ 32, 1767), Cổ miếu Thiên Hậu ở Đại Thạch Khẩu (năm Càn Long thứ 37, 1772), Cung Thiên Hậu ở Tây Loan (năm Càn Long thứ 39, 1774) và Cung Ngọc Hư (năm Càn Long thứ 48, 1783). Tất cả như phản ánh tầm quan trọng của nghề chài lưới vào thời điểm đó.

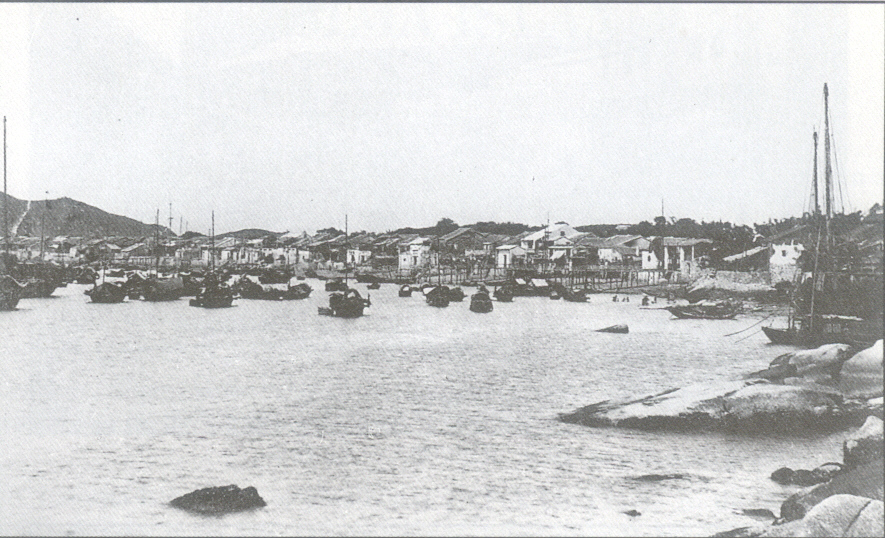
Trường Châu vào cuối triều đại Thanh (1898)

Vào năm Đạo Quang thứ 21 (1841), trong cuộc Chiến tranh nha phiến lần thứ nhất, triều Thanh cho thành lập đội Trường Châu Tấn đồn trú trên hòn đảo. Đến giữa thời Đồng Trị, thương nghiệp Trường Châu phát triển thịnh vượng. Vì vậy, Hải quan Quảng Đông được thiết lập vào năm Đồng Trị thứ chín (1870) nhằm thu thuế ly kim. Năm Quang Tự thứ 24 (1898), nhà Thanh và Anh Quốc ký kết "Hiệp định về Mở rộng chỉ giới Hồng Kông". Hiệp định đã mở đường cho Anh thuê hơn 200 li đảo và khu Tân Giới trong 99 năm. Trường Châu trở thành một phần của Hồng Kông thuộc Anh.
Sau khi được người Anh tiếp quản, quyền sở hữu đất vốn thuộc về gia tộc Hoàng tiếp tục được chính quyền thuộc địa công nhận. Nhưng phần đất còn lại trên đảo đều thuộc quyền sở hữu của hoàng thất Anh. Năm 1907, chính quyền Hồng Kông thành lập Lý dân phủ, với mục đích cai quản vùng Tân Giới và các li đảo. Để thuận tiện cho việc triển khai và thực hiện các công việc của địa phương, người dân đã thiết lập các kênh liên lạc với Lý dân phủ, đồng thời tổ chức tuyển cử bầu bốn Tổng lý mỗi hai năm. Năm 1919, chính quyền Hồng Kông cho lập 15 khối đá làm ranh giới để phân định các khu dân cư quý tộc dành riêng cho người nước ngoài ở trung bộ Trường Châu. Tuy nhiên, những giới thạch đã mất hiệu lực pháp lý sau Chiến tranh thế giới thứ hai. Trong thập niên 1980, Văn phòng Cổ vật và Di tích và những tổ chức khác đã cử nhân viên đi tìm kiếm các khối đá. Cho đến nay chỉ có 10 trong số chúng được tìm thấy.
Từ năm 1941 đến 1945, Trường Châu cùng với Hồng Kông rơi vào tay quân phiệt Nhật. Trong thời kỳ này, Hoàng quân Nhật Bản từng thiết lập tổng bộ ở Trường Trung học Quan lập Trường Châu. Để duy trì ổn định, Nhật đã cho thay thế cuộc bầu cử cũ bằng Trường Châu duy trì hội, với tư cách là tổ chức quản lý địa phương của hòn đảo. Chính quyền đã cho giải tán hội khi Anh tiếp quản lại Hồng Kông năm 1945. Các công việc của địa phương do Hiệp hội Cư dân và Hội sở Hoa thương đảm nhiệm. Trường Châu đã phát triển thần tốc sau chiến tranh. Các cơ quan của Lý dân phủ ban đầu không còn có thể đối phó với khối lượng công việc ngày càng nặng nề. Vì vậy, ngay từ năm 1955, Lý dân phủ và Hội sở Hoa thương cùng tham gia phát triển chính quyền địa phương. Năm 1961, Lý dân phủ chuyển giao quyền lực cho Ủy ban nông thôn Trường Châu – một tổ chức pháp định độc lập mới được thành lập. Do đó rút khỏi các công việc hành chính địa phương của Trường Châu. Mặc dù vậy, chính quyền Hồng Kông đã thành lập Lý dân phủ Li Đảo vào năm 1969 như một kênh liên lạc giữa chính phủ và người dân. Ngày nay, nếu người dân đảo Trường Châu cần liên hệ với các quan chức, họ có thể đến trụ sở Thự Công việc Dân chính ở khu Trung Hoàn trên đảo Hồng Kông.

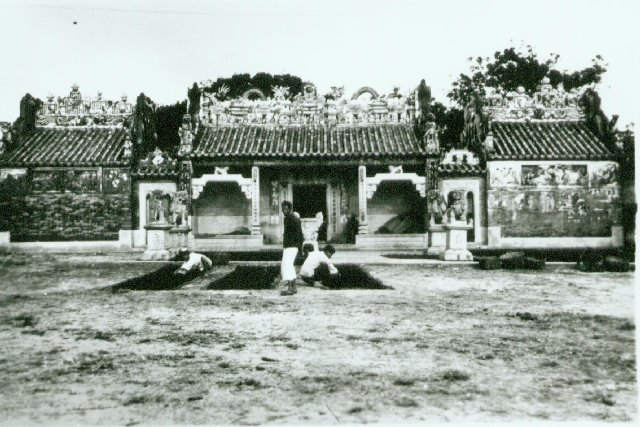
Cung Ngọc Hư ở Trường Châu năm 1930

Năm 1982, chính phủ Hồng Kông thành lập các Hội đồng quận, Trường Châu lúc đó thuộc phân khu Li Đảo – một trong 18 quận ở xứ cảng thơm. Ngoài ra, một phần quyền hạn ban đầu của Ủy ban nông thôn Trường Châu cũng được chia bớt cho Hội đồng quận. Thời điểm ấy, hòn đảo được phân thành hai khu vực bầu cử (một là Trường Châu Bắc, hai là Trường Châu Nam); đến năm 2019 thì hợp nhất lại thành một. Trong đó mỗi khu vực bầu cử sẽ bầu ra một hội viên Hội đồng quận. Ngoài ra còn có một ghế chính thức do Ủy ban nông thôn Trường Châu nắm giữ.
Trong những năm gần đây, ngoài ngành đánh cá và đóng tàu truyền thống, Trường Châu đã phát triển thành một điểm nóng du lịch nổi tiếng, ngành du lịch của hòn đảo cũng phát triển đáng kể. Tuy vậy, sau khi Trung Quốc thu hồi chủ quyền, ngành du lịch Trường Châu chịu ảnh hưởng nghiêm trọng do các vụ tự sát tại nhà nghỉ trên đảo và dịch SARS năm 2003. Trường Châu cũng là quê hương của vận động viên lướt ván Lý Ly San, cô đã giành huy chương vàng Olympic đầu tiên trong lịch sử Hồng Kông tại Thế vận hội Mùa hè Atlanta 1996.

## Địa lý
Trường Châu có vị trí nằm giữa đảo Đại Tự Sơn và đảo Nam Nha, diện tích khoảng 2,46 ki-lô-mét vuông, cách đảo Hồng Kông khoảng 10 km về phía tây nam. Hòn đảo được ngăn cách với Nam Nha bởi eo biển Tây Bác Liêu về phía đông, đối diện với Đại Tự Sơn và Hỉ Linh Châu qua eo biển Bắc Trường Châu về phía bắc và phía tây. Phía nam Trường Châu là Biển Đông, còn xa hơn một chút là quần đảo Đảm Can của thành phố Chu Hải.
Về mặt địa lý, Trường Châu ban đầu là hai hòn đảo nhỏ, nhưng do hình dạng của quần đảo và ảnh hưởng của gió mùa, sóng đã đưa cát vào đường bờ biển của hai hòn đảo, tạo thành những mũi nhô. Sau hàng chục nghìn năm tích tụ trầm tích, hai sa chủy tiếp tục kéo dài, và cuối cùng kết nối với nhau để tạo thành doi cát nối đảo. Vì thế mà hình dạng của hai đầu bắc và nam của Trường Châu rộng và lớn, nhưng phần giữa lại hẹp và dài, có hình dáng quả tạ; cho nên nơi đây thường được biết với cái tên "hòn đảo quả tạ" (tiếng Trung: 啞鈴島; Hán-Việt: Á linh đảo; bính âm: Yǎlíng dǎo; tiếng Anh: Dumbbell Island).
Phần phía nam và phía bắc của đảo Trường Châu là các đảo nhỏ nên địa chất được cấu tạo bởi đá hoa cương, trong khi phần trung tâm là trầm tích biển, là những lớp trầm tích bề mặt. Vì lý do này, và cũng dưới sự giám sát của các quy định, hầu hết các tòa nhà ở Trường Châu đều chỉ cao 3 tầng. Cả phía nam và phía bắc của hòn đảo đều là đồi núi, phần giữa là đất bằng phẳng, phần phía bắc thì cao hơn, với điểm cao nhất là 95 mét.
Vịnh Tây Loan nhiều năm gió êm sóng lặng, bởi vậy đã trở thành một khu neo đậu tránh trú bão tự nhiên, cho nên bến tàu Trường Châu cũng được đặt tại Tây Loan. Về phía Vịnh Đông Loan, bãi biển Đông Loan nổi tiếng được hình thành do trầm tích từ sóng biển đưa vào trong nhiều năm. Ngoài bãi biển vừa nêu, các bãi biển lớn khác của Trường Châu nằm ở vịnh Tây Loan, vịnh Quan Âm, vịnh Đại Quỷ và vịnh Đông Loan Tể. Những bãi biển này nhỏ hơn, ít cát hơn và xa hơn so với Đông Loan. Ở phía tây nam của Trường Châu, tức vịnh Phô Ngư và vịnh Baiyu, cũng như các khu vực phía nam và đông nam, do có sóng lớn nên chúng cũng nổi tiếng với những tảng đá kỳ lạ. Một số bao gồm đá ngũ hành, đá long vương, đá lươn, đá chiến xa,... Do đó nơi này còn được gọi là "rừng đá Trường Châu".
| Dữ liệu khí hậu của Trạm khí tượng Trường Châu (Dữ liệu trung bình và kỉ lục từ 1993 – 2019) | Dữ liệu khí hậu của Trạm khí tượng Trường Châu (Dữ liệu trung bình và kỉ lục từ 1993 – 2019) | Dữ liệu khí hậu của Trạm khí tượng Trường Châu (Dữ liệu trung bình và kỉ lục từ 1993 – 2019) | Dữ liệu khí hậu của Trạm khí tượng Trường Châu (Dữ liệu trung bình và kỉ lục từ 1993 – 2019) | Dữ liệu khí hậu của Trạm khí tượng Trường Châu (Dữ liệu trung bình và kỉ lục từ 1993 – 2019) | Dữ liệu khí hậu của Trạm khí tượng Trường Châu (Dữ liệu trung bình và kỉ lục từ 1993 – 2019) | Dữ liệu khí hậu của Trạm khí tượng Trường Châu (Dữ liệu trung bình và kỉ lục từ 1993 – 2019) | Dữ liệu khí hậu của Trạm khí tượng Trường Châu (Dữ liệu trung bình và kỉ lục từ 1993 – 2019) | Dữ liệu khí hậu của Trạm khí tượng Trường Châu (Dữ liệu trung bình và kỉ lục từ 1993 – 2019) | Dữ liệu khí hậu của Trạm khí tượng Trường Châu (Dữ liệu trung bình và kỉ lục từ 1993 – 2019) | Dữ liệu khí hậu của Trạm khí tượng Trường Châu (Dữ liệu trung bình và kỉ lục từ 1993 – 2019) | Dữ liệu khí hậu của Trạm khí tượng Trường Châu (Dữ liệu trung bình và kỉ lục từ 1993 – 2019) | Dữ liệu khí hậu của Trạm khí tượng Trường Châu (Dữ liệu trung bình và kỉ lục từ 1993 – 2019) | Dữ liệu khí hậu của Trạm khí tượng Trường Châu (Dữ liệu trung bình và kỉ lục từ 1993 – 2019) |
| Tháng                                                                                        | 1                                                                                            | 2                                                                                            | 3                                                                                            | 4                                                                                            | 5                                                                                            | 6                                                                                            | 7                                                                                            | 8                                                                                            | 9                                                                                            | 10                                                                                           | 11                                                                                           | 12                                                                                           | Năm                                                                                          |
| -------------------------------------------------------------------------------------------- | -------------------------------------------------------------------------------------------- | -------------------------------------------------------------------------------------------- | -------------------------------------------------------------------------------------------- | -------------------------------------------------------------------------------------------- | -------------------------------------------------------------------------------------------- | -------------------------------------------------------------------------------------------- | -------------------------------------------------------------------------------------------- | -------------------------------------------------------------------------------------------- | -------------------------------------------------------------------------------------------- | -------------------------------------------------------------------------------------------- | -------------------------------------------------------------------------------------------- | -------------------------------------------------------------------------------------------- | -------------------------------------------------------------------------------------------- |
| Cao kỉ lục °C (°F)                                                                           | 28.2 (82.8)                                                                                  | 29.6 (85.3)                                                                                  | 30.9 (87.6)                                                                                  | 32.9 (91.2)                                                                                  | 35.6 (96.1)                                                                                  | 35.9 (96.6)                                                                                  | 37.0 (98.6)                                                                                  | 36.4 (97.5)                                                                                  | 36.1 (97.0)                                                                                  | 34.5 (94.1)                                                                                  | 33.2 (91.8)                                                                                  | 28.9 (84.0)                                                                                  | 37.0 (98.6)                                                                                  |
| Trung bình ngày tối đa °C (°F)                                                               | 19.6 (67.3)                                                                                  | 20.0 (68.0)                                                                                  | 22.1 (71.8)                                                                                  | 25.5 (77.9)                                                                                  | 28.6 (83.5)                                                                                  | 30.2 (86.4)                                                                                  | 30.8 (87.4)                                                                                  | 30.7 (87.3)                                                                                  | 30.4 (86.7)                                                                                  | 28.8 (83.8)                                                                                  | 25.6 (78.1)                                                                                  | 21.4 (70.5)                                                                                  | 26.1 (79.1)                                                                                  |
| Trung bình ngày °C (°F)                                                                      | 15.9 (60.6)                                                                                  | 16.6 (61.9)                                                                                  | 18.9 (66.0)                                                                                  | 22.3 (72.1)                                                                                  | 25.5 (77.9)                                                                                  | 27.3 (81.1)                                                                                  | 27.8 (82.0)                                                                                  | 27.5 (81.5)                                                                                  | 27.0 (80.6)                                                                                  | 25.1 (77.2)                                                                                  | 21.7 (71.1)                                                                                  | 17.6 (63.7)                                                                                  | 22.8 (73.0)                                                                                  |
| Tối thiểu trung bình ngày °C (°F)                                                            | 13.5 (56.3)                                                                                  | 14.4 (57.9)                                                                                  | 16.7 (62.1)                                                                                  | 20.3 (68.5)                                                                                  | 23.5 (74.3)                                                                                  | 25.4 (77.7)                                                                                  | 25.8 (78.4)                                                                                  | 25.5 (77.9)                                                                                  | 24.9 (76.8)                                                                                  | 22.9 (73.2)                                                                                  | 19.4 (66.9)                                                                                  | 15.1 (59.2)                                                                                  | 20.6 (69.1)                                                                                  |
| Thấp kỉ lục °C (°F)                                                                          | 1.9 (35.4)                                                                                   | 4.3 (39.7)                                                                                   | 6.4 (43.5)                                                                                   | 10.3 (50.5)                                                                                  | 15.7 (60.3)                                                                                  | 19.7 (67.5)                                                                                  | 21.8 (71.2)                                                                                  | 22.1 (71.8)                                                                                  | 19.8 (67.6)                                                                                  | 14.7 (58.5)                                                                                  | 8.3 (46.9)                                                                                   | 4.5 (40.1)                                                                                   | 1.9 (35.4)                                                                                   |
| Lượng Giáng thủy trung bình mm (inches)                                                      | 24.9 (0.98)                                                                                  | 28.2 (1.11)                                                                                  | 52.0 (2.05)                                                                                  | 119.7 (4.71)                                                                                 | 219.7 (8.65)                                                                                 | 337.3 (13.28)                                                                                | 258.6 (10.18)                                                                                | 313.4 (12.34)                                                                                | 184.1 (7.25)                                                                                 | 56.5 (2.22)                                                                                  | 35.3 (1.39)                                                                                  | 21.6 (0.85)                                                                                  | 1.651,3 (65.01)                                                                              |
| Độ ẩm tương đối trung bình (%)                                                               | 75                                                                                           | 81                                                                                           | 84                                                                                           | 87                                                                                           | 88                                                                                           | 91                                                                                           | 90                                                                                           | 89                                                                                           | 84                                                                                           | 76                                                                                           | 74                                                                                           | 71                                                                                           | 83                                                                                           |
| Nguồn: Đài thiên văn Hồng Kông                                                               |                                                                                              |                                                                                              |                                                                                              |                                                                                              |                                                                                              |                                                                                              |                                                                                              |                                                                                              |                                                                                              |                                                                                              |                                                                                              |                                                                                              |                                                                                              |

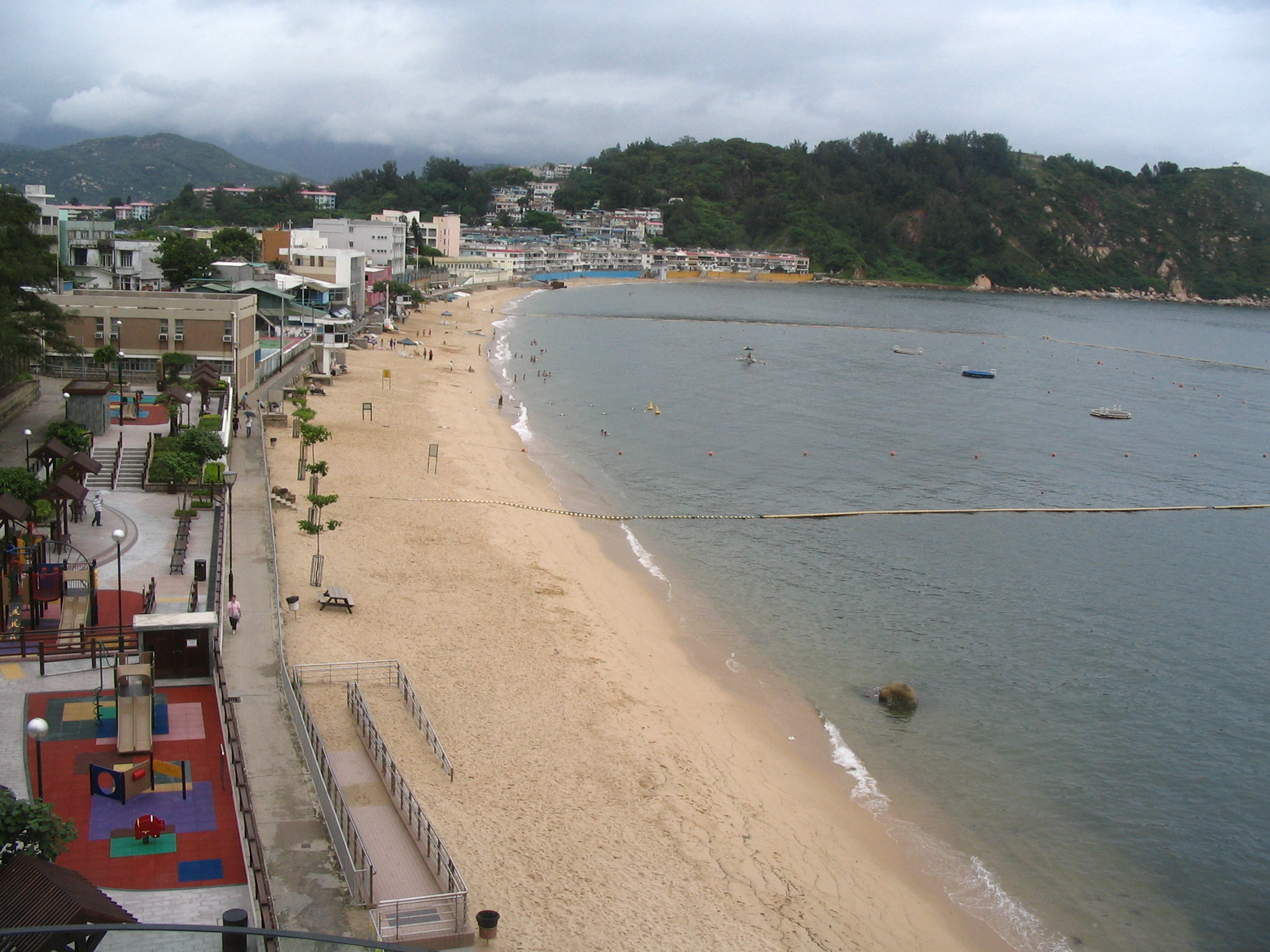
Bãi biển ở Vịnh Đông
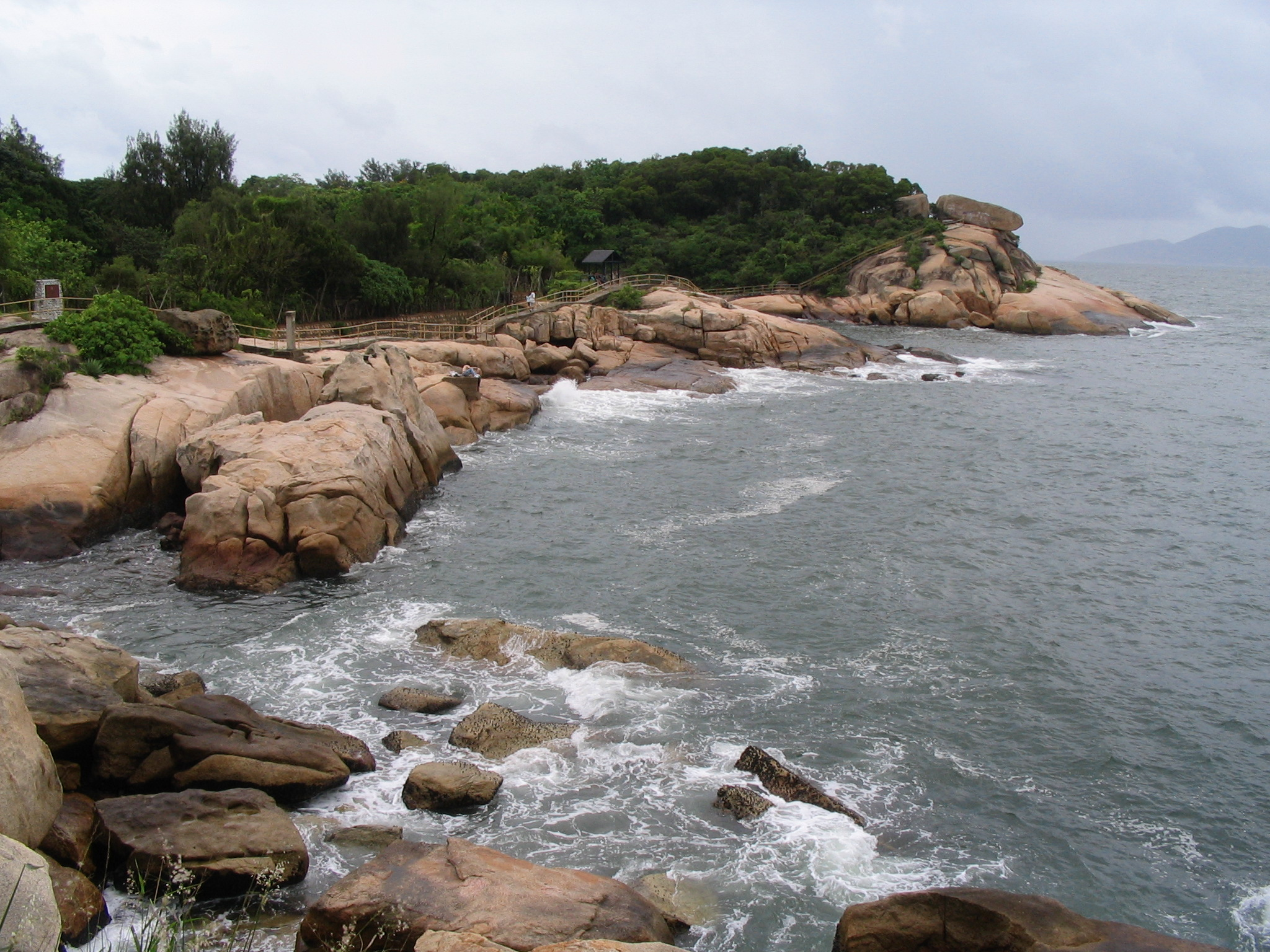
Vịnh Phô Ngư ở phía tây nam Trường Châu
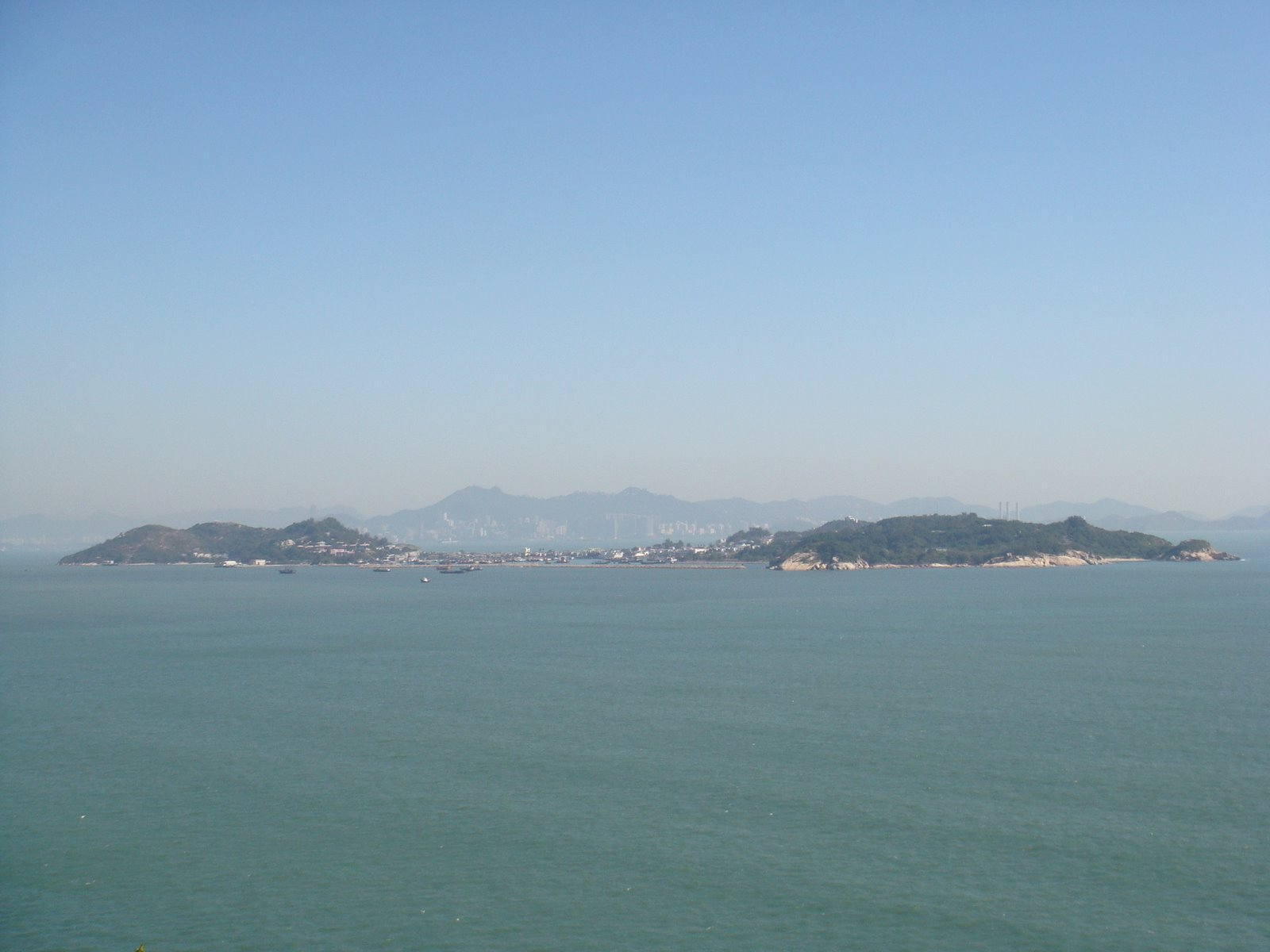
Toàn cảnh Trường Châu
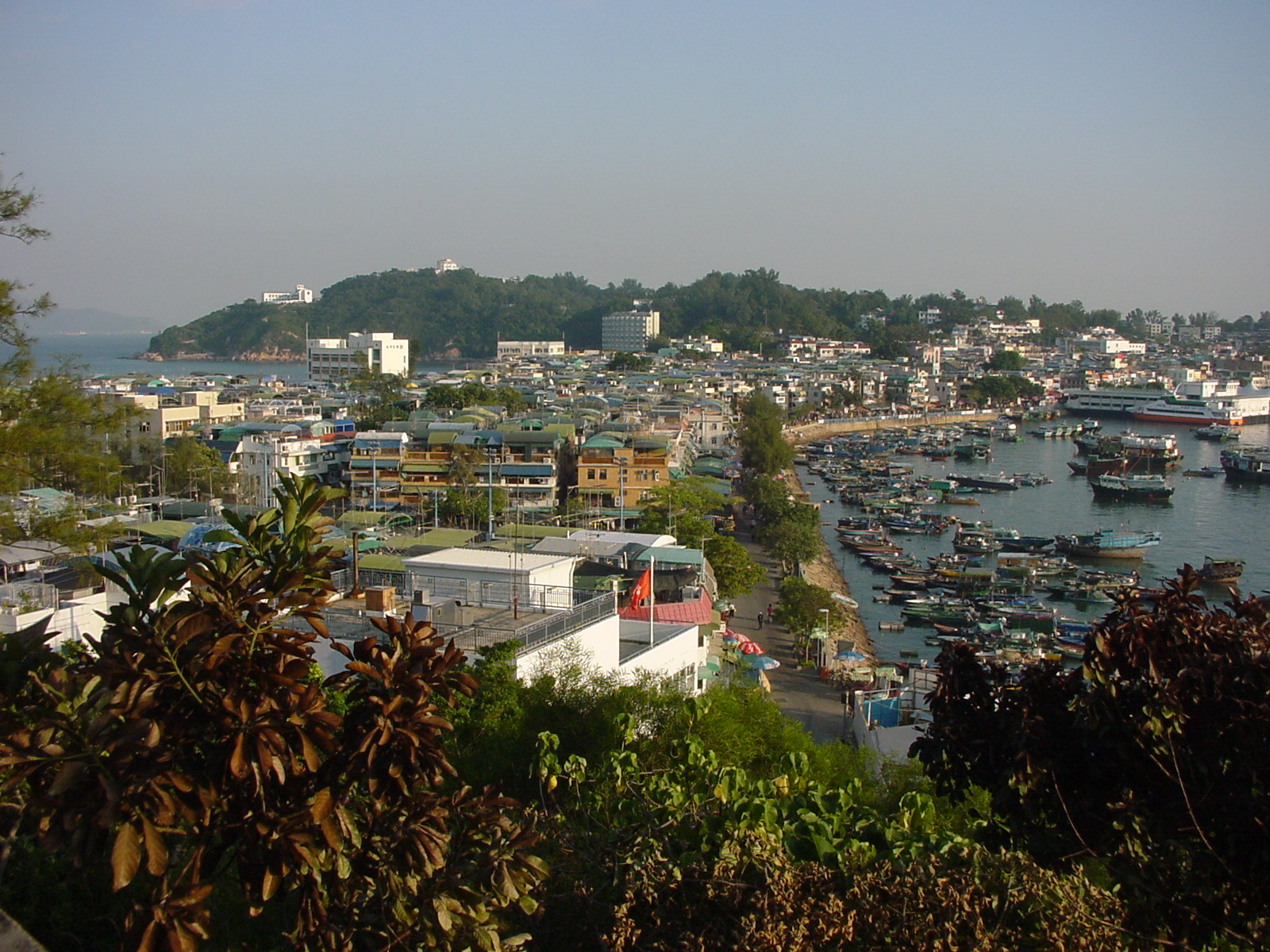
Quang cảnh phía tây Trường Châu

## Nhân khẩu

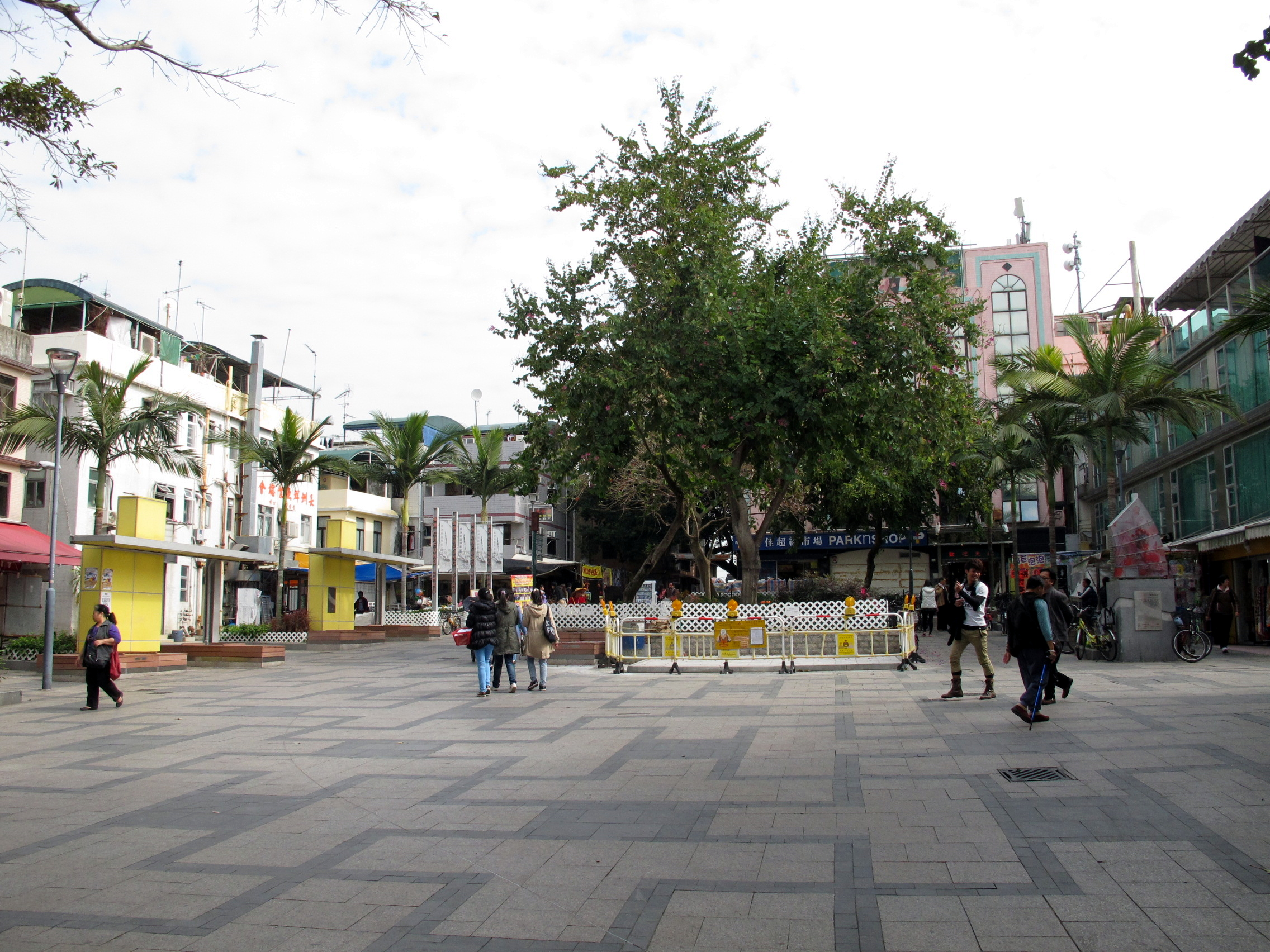
Quảng trường đường Đông Loan

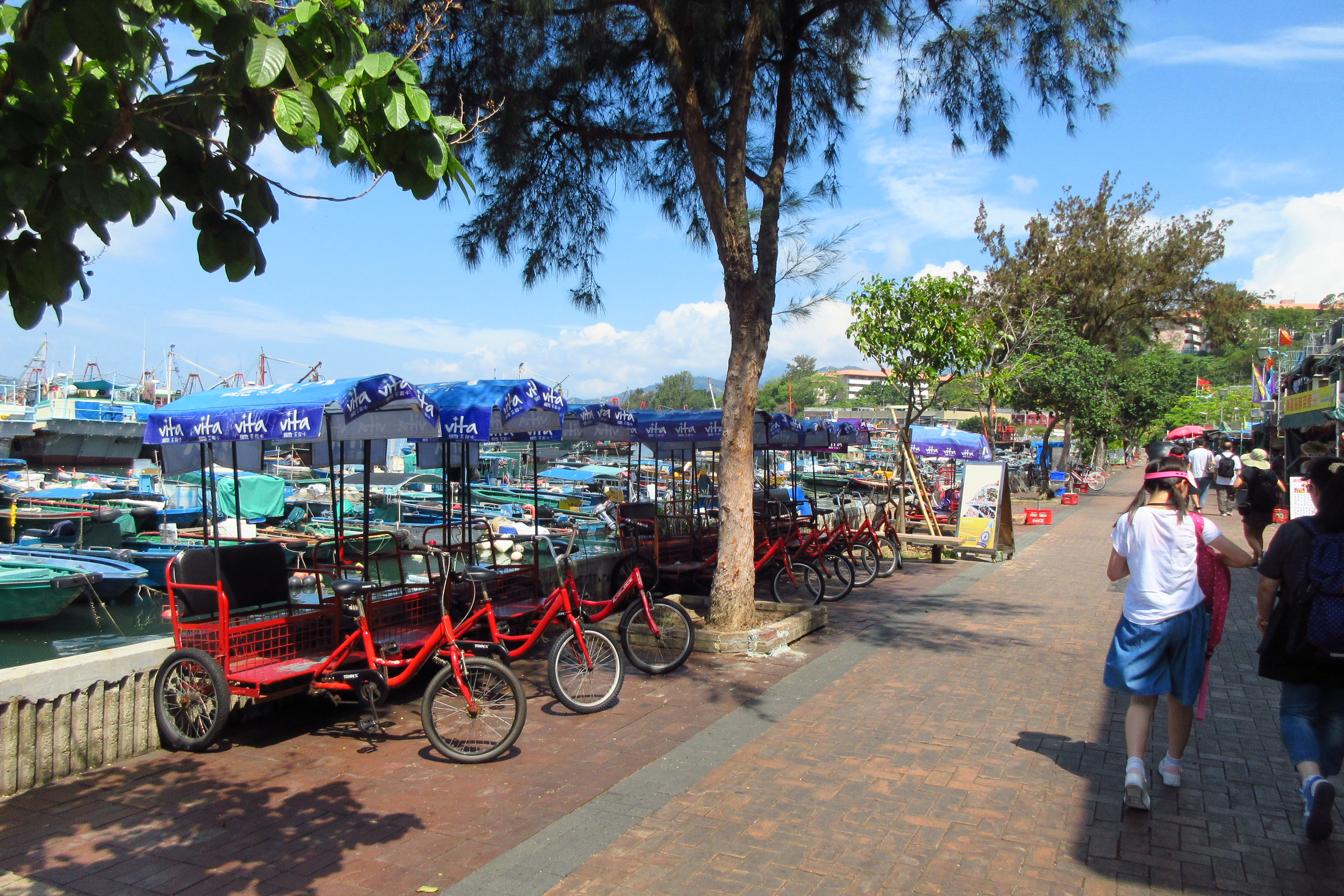
Đường Bắc Xã Hải Bàng, một trong những con đường sầm uất nhất ở Trường Châu

Trong những ngày đầu Hồng Kông mở cửa như một cảng trung chuyển, có khoảng 600 hộ gia đình cư ngụ ở Trường Châu. Vào thời điểm người Anh thuê vùng Tân Giới năm 1898, Trường Châu có khoảng 3.000 người sống trên đảo, số còn lại gần 5.000 người sinh sống trên những tàu thuyền; tính đến thập niên 1930, dân số hòn đảo gần như không thay đổi (khoảng 7.000 nhân khẩu). Từng có một làn sóng tị nạn vào Trường Châu trước khi Nhật Bản xâm lăng Hồng Kông, khiến dân số vượt quá 10.000 người. Mặc dù giảm trong thời kì thuộc Nhật, nhưng sau khi Anh Quốc tái chiếm Hồng Kông, dòng người tị nạn lại một lần nữa khiến dân số nơi đây lên đến hơn 10.000 người. Dân số hòn đảo tiếp tục tăng chóng mặt sau Chiến tranh thế giới thứ hai, đạt đến con số 40.000 người vào thập niên 1980, nhưng sau đó dân số giảm xuống và chỉ còn xấp xỉ 30.000 vào cuối những năm 1980. Các số liệu từ cuộc điều tra dân số giữa kỳ do chính phủ tiến hành năm 2006 cho biết số dân cư trú tại Trường Châu là 24.312 người, biến nơi đây thành hòn đảo có mật độ dân cư cao nhất trong các li đảo.
Tính đến năm 2006, Trường Châu có 95,58% dân số là người Hoa, những sắc tộc châu Á khác và người nước ngoài chiếm ít hơn 5%. Phần lớn người Hoa bản địa giao tiếp bằng tiếng Quảng Đông, chủ yếu đến từ khu vực quanh Hồng Kông (trước gọi là huyện Bảo An), Đông Hoản, Ngũ Ấp, Huệ Dương và Triều Châu. Ngoài ra, còn có các chủ thuyền và khách kinh doanh từ khắp nơi trên thế giới.

## Kinh tế

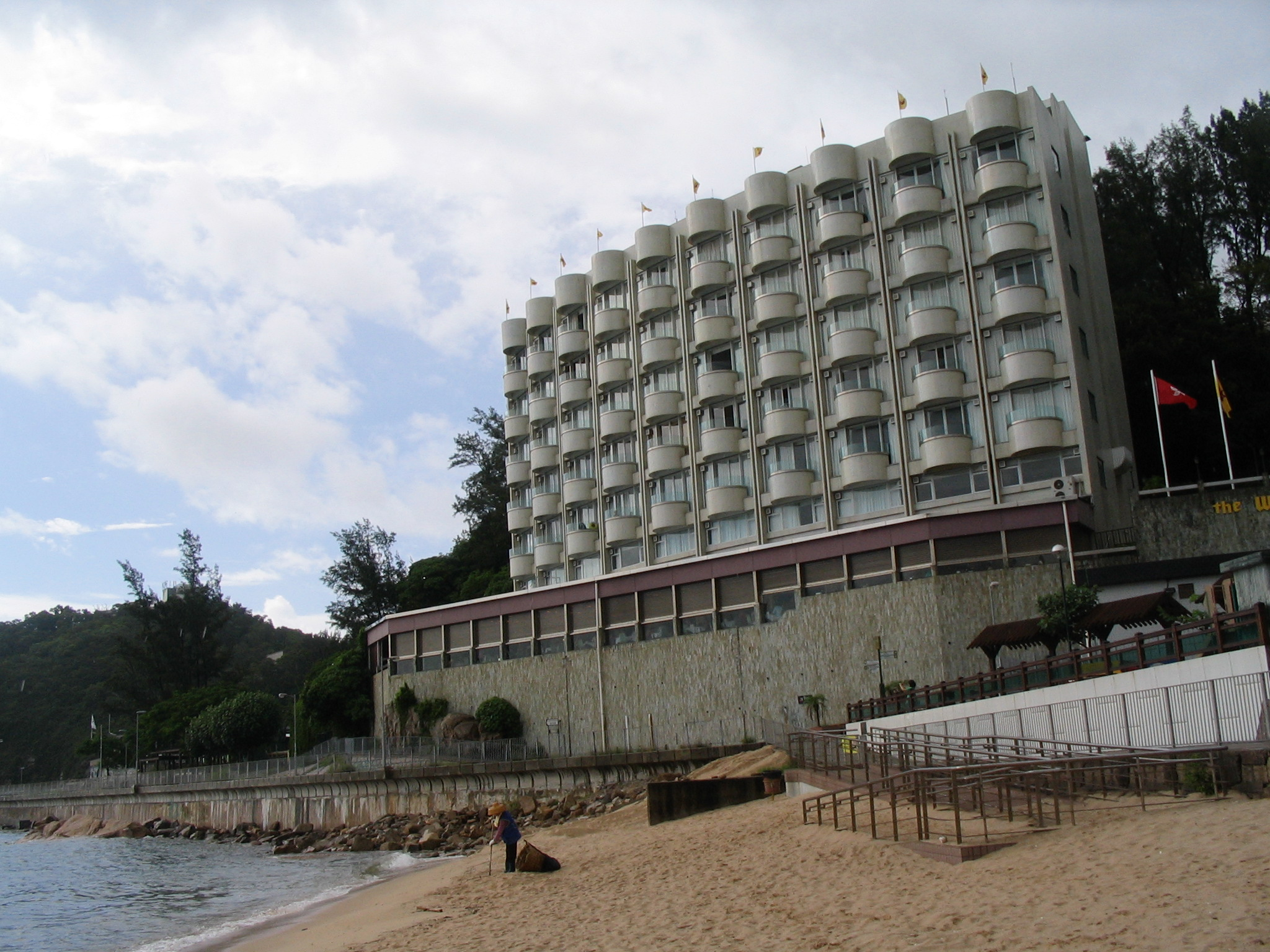
Khách sạn Warwick ở Vịnh Đông

Người dân đảo Trường Châu từng mưu sinh bằng nghề chài lưới – là huyết mạch kinh tế chính của khu vực thời ấy. Ngành đánh bắt cá phát triển cũng hình thành nên ngành công nghiệp đóng tàu và nuôi trồng thủy sản. Ngược lại, dãy núi Trường Châu có địa hình bằng phẳng, nhưng diện tích nhỏ cộng với việc thiếu nguồn nước khiến nơi đây khó mà canh tác nông nghiệp. Ngoài các hoạt động kinh tế truyền thống, kinh tế Trường Châu cũng bao gồm công nghiệp chế biến thực phẩm, trong đó cá ướp muối và hà cao là những mặt hàng chính.
Với sự chuyển đổi kinh tế từ những năm 1970, khu vực III (cụ thể là du lịch) dần trở thành trụ cột kinh tế chính của hòn đảo. Tuy nhiên, vào cuối thập niên 1990 và đầu thập niên 2000, nó chịu ảnh hưởng bởi một loạt vụ tự sát (chủ yếu do ngạt khí than) tại các nhà nghỉ dưỡng. Sau đó, ngành du lịch địa phương dần dần chuyển đổi, biến Trường Châu trở thành điểm nóng du lịch với các chủ đề lịch sử và văn hóa. Ngoài việc cho thuê nhà nghỉ, Trường Châu cũng cho khai trương khách sạn nghỉ dưỡng kiểu Âu Mỹ (B&B) vào thập niên 2000. Khách sạn Warwick ở Đông Loan là khách sạn duy nhất trong khu vực cũng như có một số ký túc xá dành cho thanh niên trên đảo.

## Giao thông

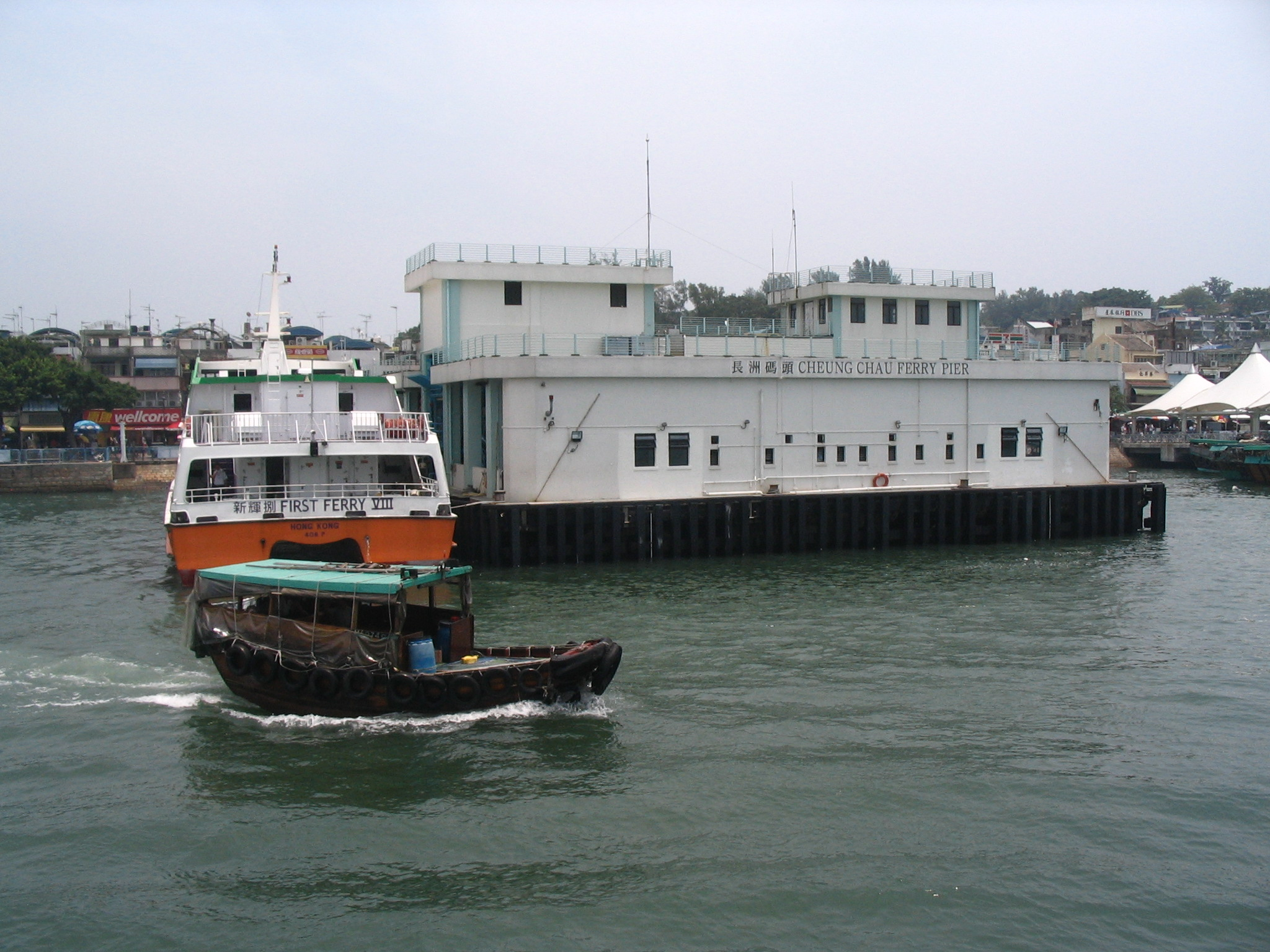
Một bến phà tại Trường Châu

Ngoại trừ các dịch vụ vận chuyển bằng xe điện nhỏ đến tận nhà cho người già và các phương tiện phục vụ các trường hợp khẩn cấp như xe cứu hỏa, xe cảnh sát và xe cứu thương, Trường Châu không có các dịch vụ giao thông công cộng trên bộ khác. Chỉ có một cách kết nối ra bên ngoài là phà:
- NWFF:[19]
  - Tuyến Trường Châu – Trung Hoàn: 24 giờ khứ hồi giữa Trường Châu và Trung Hoàn.
  - Tuyến vượt biển: đi Bình Châu – Mai Oa – Chi Ma Loan – Trường Châu.
- Maris Ferry (翠盈船務) (ngừng vận chuyển):[20]
  - Bến tàu công cộng Trường Châu – Công viên bờ biển Aberdeen
- Di chuyển bằng nhai độ (kai-to)
  - Giữa Bến tàu công cộng Trường Châu và Làng viện trợ Mỹ kinh Trường Châu Loan (gần động Trương Bảo Tể), phía tây nam Trường Châu.
  - Giữa Bến tàu công cộng Trường Châu và thôn Trừng Bích trên đảo Đại Tự Sơn.
  - Thỉnh thoảng cũng có nhai độ chở hàng không thường xuyên giữa Đại Tự Sơn và Cửu Long.

Trên đảo có các cửa hàng cho thuê xe đạp, người dân cũng có thể chọn sử dụng xe đạp để di chuyển quanh hòn đảo.